# Nifuroxazid
Nifuroxazidul (cu denumirea comercială Ercefuryl) este un antibiotic din clasa nitrofuranilor, utilizat în tratamentul unor infecții bacteriene, precum colita și diareea infecțioasă.